# Euphorbia durandoi
Euphorbia durandoi es una especie fanerógama perteneciente a la familia de las euforbiáceas.  Es originaria de Argelia.

## Taxonomía
Euphorbia durandoi fue descrita por Alfred Charles Chabert y publicado en Journal de Botanique (Morot) 14: 70. 1900.
Etimología
Euphorbia: nombre genérico que deriva del médico griego del rey Juba II de Mauritania (52 a 50 a. C. - 23), Euphorbus, en su honor – o en alusión a su gran vientre –  ya que usaba médicamente Euphorbia resinifera. En 1753 Carlos Linneo asignó el nombre a todo el género.
 durandoi: epíteto otorgado en honor del botánico argelino de ascendencia italiana Gaètano Leone Durando (1811-1892) quién recolectó plantas en el sur de Europa y Norte de África.